# Artema doriai
Artema doriai là một loài nhện trong họ Pholcidae. Loài này được phát hiện ở Iran.